# طروادة (فلم)
طروادة (بالإنجليزية: Troy) هو فيلم أمريكي من إنتاج عام 2004 مقتبس عن ملحمة هوميروس الإلياذة، والتي تحكي قصة حصار طروادة، ويضم الفيلم عدد كبير من النجوم منهم براد بيت (اخيل)، إيريك بانا (هكتور)، أورلاندو بلوم (باريس)، شون بين (أوديسيوس) وبيتر أوتول (بريام). تحكي احداث الفيلم عن حروب الطروادة المذكورة في الأساطير الأغريقية الشهيرة.

## أحداث الفيلم
تبدأ أحداث الفيلم بالتقاء جيش أجاممنون وجيش ثيساليا ويأتي أخيل الذي يقضي على أقوى مقاتلي ثيساليا وبذلك تستلم ثيساليا دون حرب.
في هذه الأثناء يكون هكتور أمير طروادة وأخوه الأمير باريس في أسبرطة لعقد معاهدة سلام مع ملك أسبرطة «مينلاوس» وفي طريق عودتهما إلى طروادة يخبر باريس أخوه هكتور بأنه قام بتهريب هيلين زوجة مينلاوس معه وخبأها في سفينتهم مما يغضب هكتور من باريس لتصرفه المتهورة ولكن في النهاية يستسلم للأمر الواقع ويأمر بعودة السفينة إلى بلدتهم طروادة، وبعد علم مينلاوس بهرب زوجته مع باريس ذهب إلى أخيه أجاممنون ليعرض عليه إعلان الحرب على طروادة لمحو العار الذي لحق به، يوافق أجاممنون على الفور فقد كان يرى أن إستيلاءه على طرواده ستجعل له السيطرة البحرية الكاملة على بحر إيجه، يقوم أوديسيوس ملك إيثاكا بناءاً على أوامر أجاممنون بمحاولة إقناع أخيل بالانضمام إلى الحرب التي سيخوضها جيش أجاممنون ضد طروادة المكون من 50 ألف جندي سيتم نقلهم بألف سفينة، ولكن أخيل يرفض في بادئ الأمر لكراهيته الشديدة لأجاممنون، ولكن يخبره أوديسيوس بأن هذه الحرب لن ينساها العالم لآلاف السنين فهي فرصة ذهبية ليُخلد أخيل أسمه في التاريخ، يذهب أخيل إلى أمه ثيتيس التي تخبره بأن عليه الانضمام لهذه الحرب بالرغم من تأكدها أنه لن يعود حياً ولكن هي فرصته ليذكر أسمه عبر العصور.
يستقبل ملك طرواده «بريام» أبناءه هكتور وباريس ويرحب بهيلين ويقرر عدم إرسالها إلى زوجها حتى لايتبعها ابنه باريس ويقتله مينلاوس ويفضل نتيجة هذا القرار خوض حرب شرسه مع جيش اجاممنون، يصل الجيش اليوناني بعد فترة وجيزة إلى قرب شاطئ طروادة ويتم احتلال الشاطئ بفضل تفوق أخيل وقواته من المرميديون. يقوم أخيل باقتحام معبد أبوللو وقتل الكهنة وعند وصول هكتور وفرسانه إلى المعبد يحاول أخيل تجنب قتاله ويتركه ليعود إلى المدينة مع من تبقى من فرسانه،

## الموسيقى التصويرية
يتوفر للفيلم نسختين مختلفتين كليا من حيث الموسيقى التصويرية، احدهم النسخة الاصلية بألحان الشهيرة لجيمس هورنر والتي عرضت رسميا بالسينيما والاخرى نسخة المخرج والتي صدرت رقميا فقط في ٢٠١٤ بمناسبة مرور عشر سنوات وتمتلك بعض لمحات المتبقية من موسيقى غابرييل يارد المرفوضة من العرض النهائي كما سيوضح.
في البداية عمل الملحن غابرييل يارد على الموسيقى التصويرية للفيلم لأكثر من عام بعد أن تم تعيينه من قبل المخرج وولفغانغ بيترسن. وقدمت تانيا كاروفسكا غناءً منفردا لأجزاء مختلفة من الصوتيات وهيا المؤدية الوحيدة التي بقت لاحقًا في نسخة الملحن جيمس هورنر من الموسيقى التصويرية . في عروض الاختبار والتي استخدمت نسخة غير كاملة من موسيقى غابرييل ياردو كانت ردود الفعل سلبية للغاية ولم تلق اي موافقة حيث اعتبرت قديمة الطراز وحالمة ،هادئة وغير حماسية ، وفي أقل من يوم كان غابرييل يارد خارج المشروع دون فرصة لإصلاح أو تغيير موسيقاه. وتم استدعاء جيمس هورنر على عجل لتأليف موسيقى بديلة في حوالي أربعة أسابيع شملت الاخيرة موسيقى شرق البحر الأبيض المتوسط التقليدية والآلات النحاسية والطبول الحربية وغنت كاروفسكا مرة أخرى لكن بتاليفات اكثر حماسية. تعاون هورنر أيضًا مع المغني وكاتب الأغاني الأمريكي جوش جروبان والشاعر الغنائي سينثيا ويل لكتابة أغنية نهاية أصلية للاعتمادات النهائية للفيلم. نتاج هذا التعاون، اغنية "تذكرني"، قام بأداءه جروبان مع غناء إضافي لفوكالز من اداء كاروفسكا. وهكذا عرضت النسخة السينيمائية النهائية.

## وصلات خارجية
- طروادة على موقع IMDb (الإنجليزية)
- طروادة على موقع ميتاكريتيك (الإنجليزية)
- طروادة على موقع روتن توميتوز (الإنجليزية)
- طروادة على موقع نتفليكس (الإنجليزية)
- طروادة على موقع قاعدة بيانات الأفلام العربية
- طروادة على موقع ألو سيني (الفرنسية)
- طروادة على موقع Turner Classic Movies (الإنجليزية)
- طروادة على موقع أول موفي (الإنجليزية)
- طروادة على موقع بوكس أوفيس موجو (الإنجليزية)
- طروادة على موقع فيلمافينيتي (الإسبانية)
- طروادة في قاعدة بيانات الأفلام على الإنترنت.